# Lightbeam
Lightbeam (in der Entwicklungsphase Collusion genannt) ist eine Browser-Erweiterung für Mozilla Firefox und Chrome, welche grafisch anzeigt, wie mit Cookies von Dritten das Benutzerverhalten aufgezeichnet wird. Die Erweiterung wurde unter der Mozilla Public License veröffentlicht und wird von der Ford Foundation unterstützt.

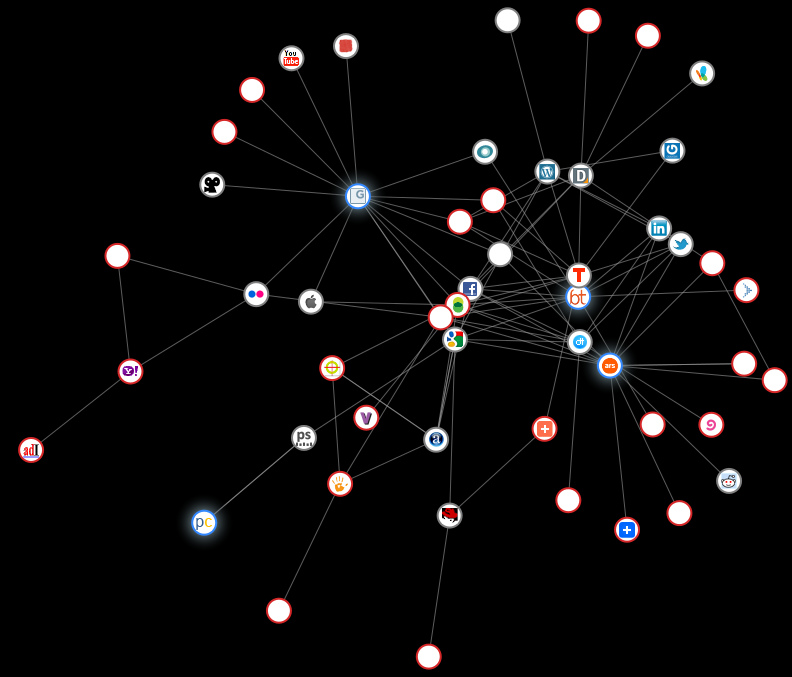
Lightbeam im Einsatz:
Die vier blau leuchtenden Kreise sind unmittelbar besuchte Websites. Die andersfarbigen Kreise sind Websites, die nur durch Cookies mit dem Browser verbunden sind, darunter – rot beringt – bekannte Datensammler.

Entwickler der Software ist Atul Varma von Mozilla Labs, einer zur Mozilla Foundation gehörenden Einrichtung.

## Geschichte
Collusion wurde im Juli 2011 von seinem Entwickler vorgestellt und auch in Deutschland bekanntgemacht, wobei vor allem auf die Bedeutung für den Datenschutz und den Schutz der Privatsphäre hingewiesen wurde. Doch erst die Vorstellung durch den damaligen Chief Executive Officer von Mozilla, Gary Kovacs, im Februar 2012 rief ein starkes Medienecho hervor.
Die britische Tageszeitung The Guardian startete im April 2012 gemeinsam mit Mozilla die Aktion Tracking the trackers, bei der Collusion verwendet wurde. In Deutschland nahmen sich daraufhin unter anderem ZEIT online, Schieb.de und taz.de des Themas an.
Ab der Version 1.0.2, veröffentlicht am 23. Oktober 2013, wurde Collusion unter dem Namen Lightbeam angeboten und weiterentwickelt. Mit Integration der Berichte über erkannte Verfolgungselemente in Firefox 70 als Teil des verbesserten Schutzes vor Aktivitätenverfolgung in Firefox für Desktop entschloss sich Mozilla, die offizielle Unterstützung der Erweiterung Lightbeam im Oktober 2019 zu beenden.
Lightbeam wird jedoch weiterentwickelt und ist als Firefox-Add-On weiterhin erhältlich.

## Alternative
Lightbeam funktioniert nicht, wenn im Firefox-Menü unter Einstellungen→Datenschutz das Anlegen einer Chronik abgeschaltet wurde. Auswertbare Daten liegen dann auf dem eigenen Computer nicht mehr vor. Bei den Drittanbietern fallen die Daten natürlich weiterhin an.
Ohne spezielle Browser-Erweiterung kann man sich auf der Website MyShadow.org einen Eindruck davon verschaffen, welche Daten durch Surf-Tracking anfallen.